# دم‌چلچله‌ای غول‌پیکر ماداگاسکار
دم‌چلچله‌ای غول‌پیکر ماداگاسکار (نام علمی: Pharmacophagus antenor)، پروانه‌ای از خانواده دم‌چلچله‌ای (Papilionidae) است. همان‌طور که از نام رایج پیداست، بزرگ (۱۲ تا ۱۴ سانتی‌متر طول بال) و بومی ماداگاسکار است. این تنها گونه از سردهٔ Pharmacophagus است.
لاروها از Aristolochia acuminata و Quisqualis grandidieri تغذیه می‌کنند.

## نگارخانه

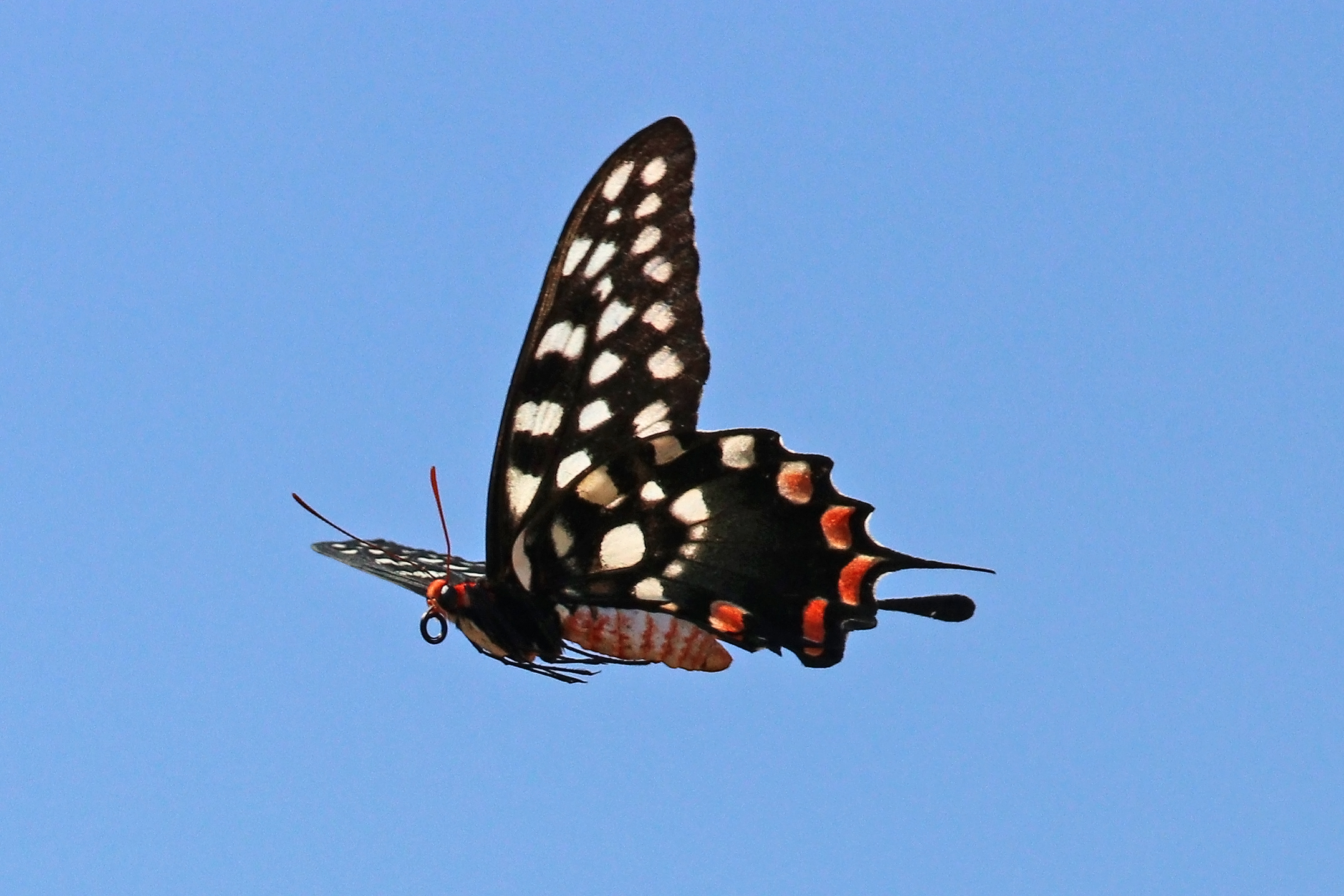
نزدیکتولیارا، ماداگاسکار
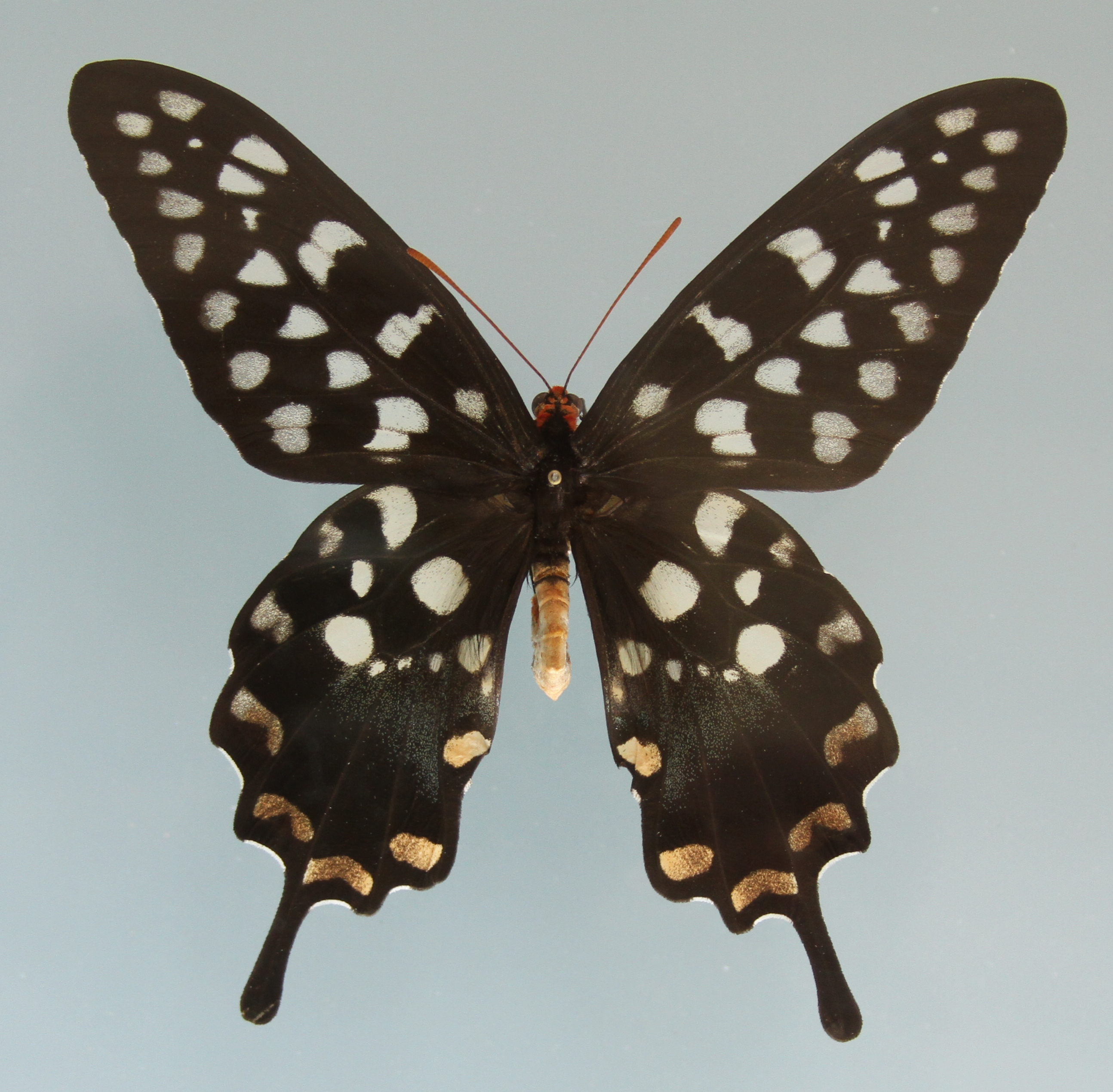
نمونه درموزه جانورشناسی ملی چین
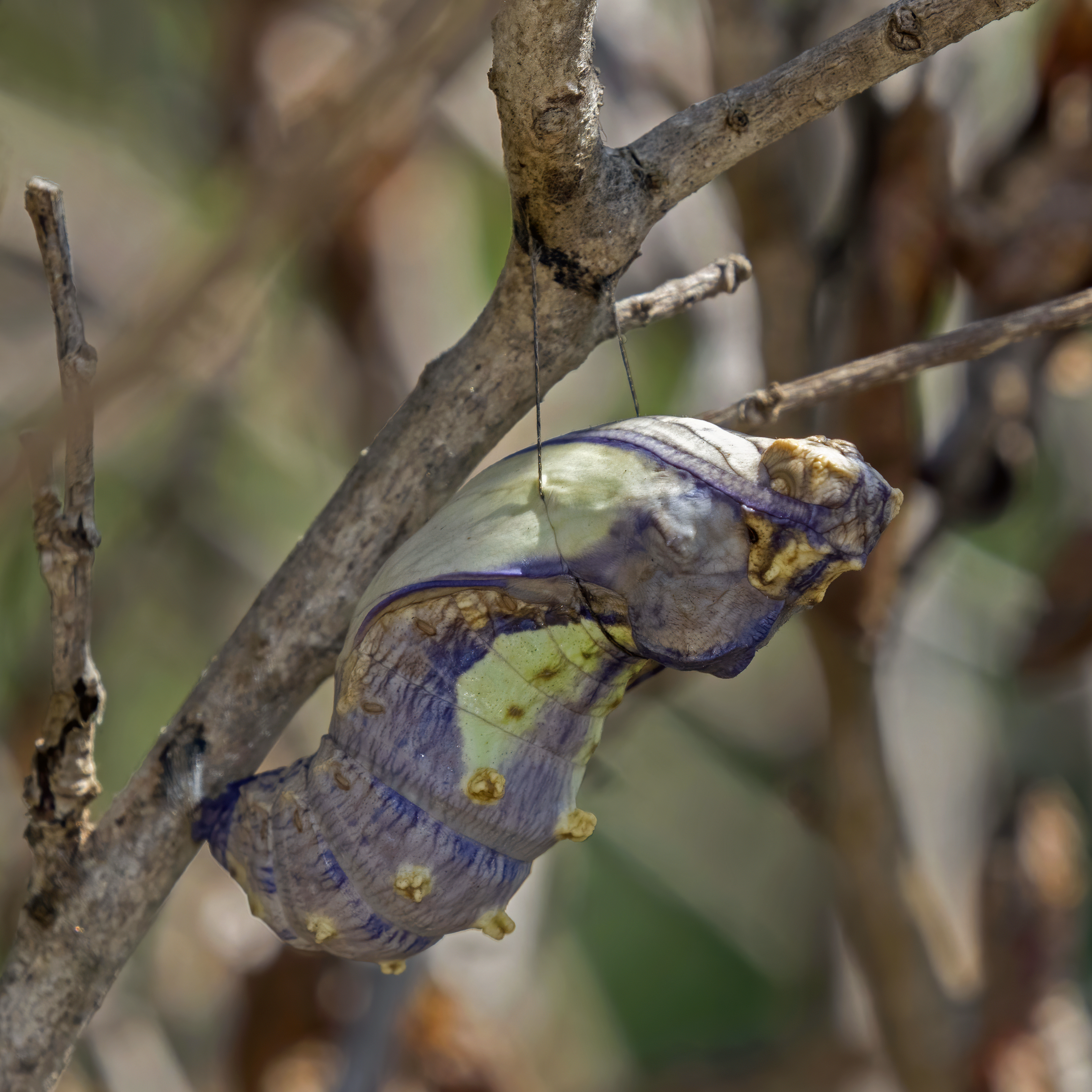
گل داودی،پارک ملی ایسالو، ماداگاسکار
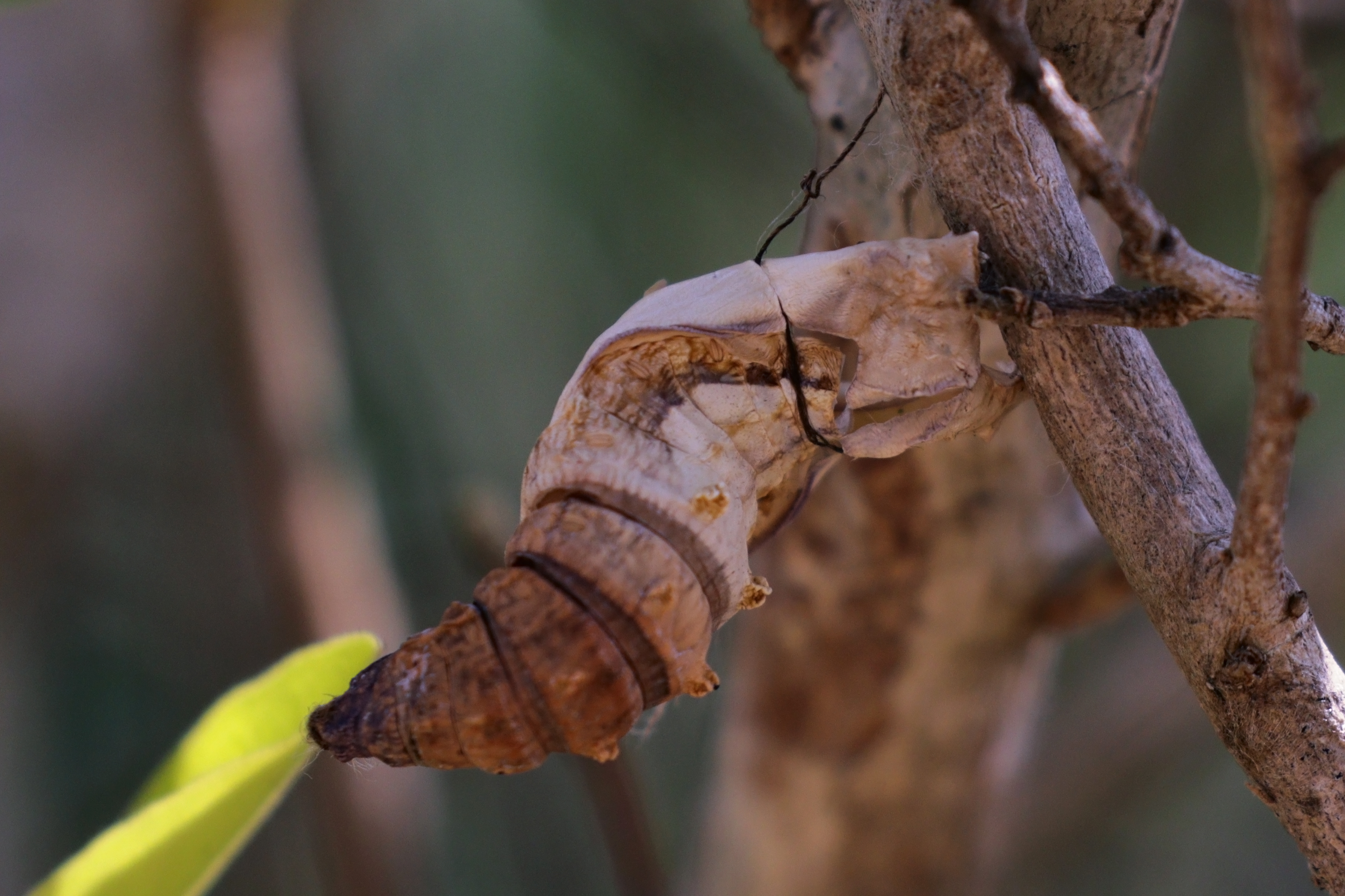
کریسالیس خالی، پارک ملی ایسالو، ماداگاسکار
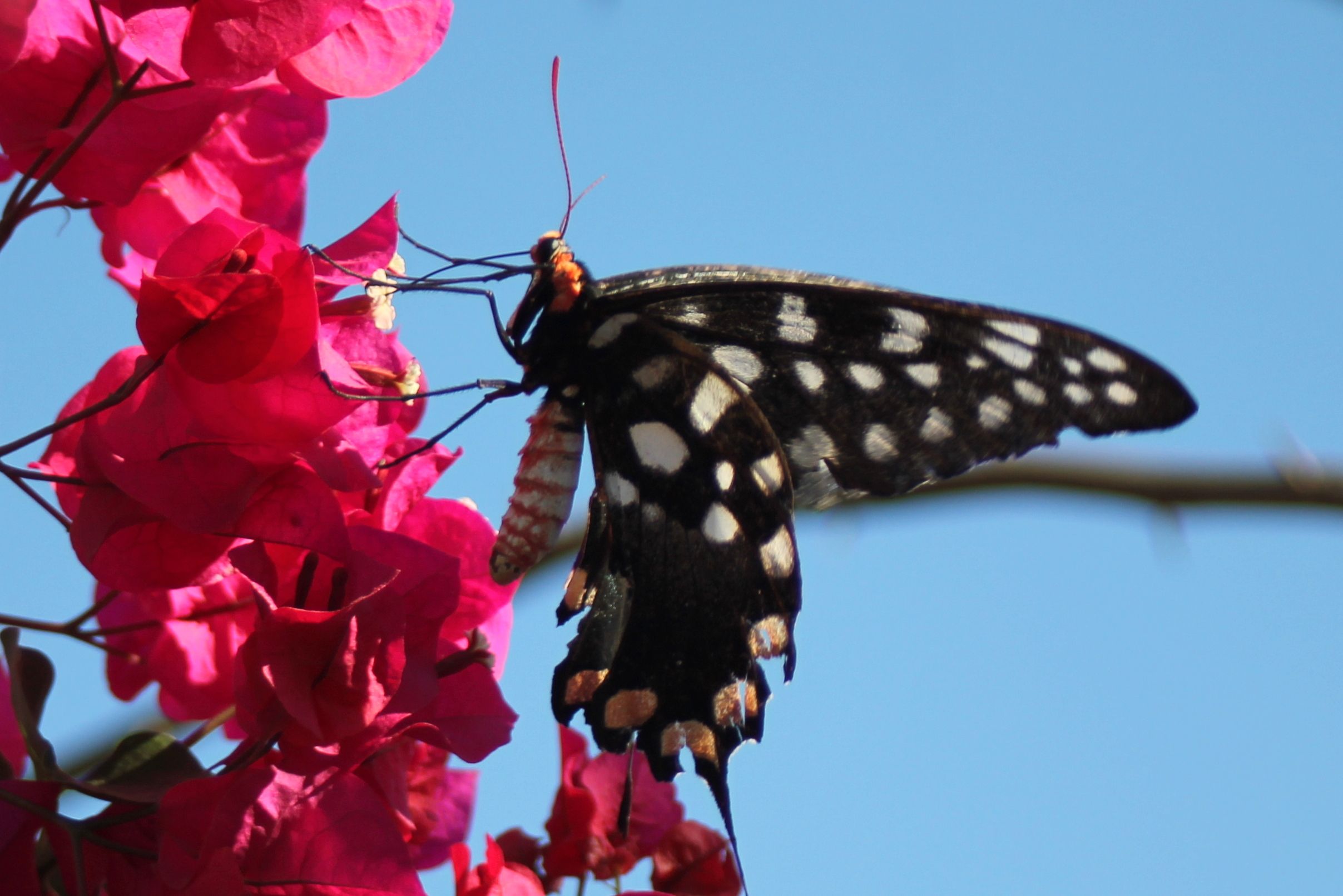
تغذیه